# Mizuho PayPay Dome Fukuoka
Mizuho PayPay Dome Fukuoka (みずほPayPayドーム福岡 Mizuho Peipeidōmu Fukuoka) là một sân vận động bóng chày nằm ở Chūō-ku, Fukuoka, Nhật Bản. Được xây dựng vào năm 1993, sân vận động có tên gọi ban đầu là Fukuoka Dome (福岡ドーム Fukuoka Dōmu). Sân có sức chứa 38.585 chỗ ngồi. Mái che của Fukuoka PayPay Dome có đường kính 216 mét, khiến sân trở thành công trình có mái vòm trắc địa lớn nhất thế giới. Đây là sân vận động có mái che có thể thu vào đầu tiên ở Nhật Bản. Năm 2005, Yahoo! JAPAN, một công ty con của SoftBank, đã mua lại quyền đặt tên của sân vận động, và sân được đổi tên thành Fukuoka Yahoo! Japan Dome (福岡Yahoo! JAPANドーム Fukuoka Yafū Japan Dōmu) hay viết tắt là Yahoo Dome (ヤフードーム Yafū Dōmu). Vào tháng 1 năm 2013, sân được đổi tên thành Fukuoka Yafuoku! Dome (福岡ヤフオク! ドーム Fukuoka Yafuoku Dōmu). Yafuoku là tên viết tắt của Yahoo! Auctions, một dịch vụ đấu giá trực tuyến ở Nhật Bản. Vào ngày 30 tháng 10 năm 2019, có thông tin cho rằng sân vận động sẽ có tên gọi mới là Fukuoka PayPay Dome (福岡 PayPay ドーム Fukuoka Peipei Dōmu) kể từ ngày 29 tháng 2 năm 2020, sau khi quyền đặt tên được bán cho PayPay, một hệ thống thanh toán thuộc sở hữu của SoftBank (50%) và Yahoo! Japan (25%). Đây là một trong số ít các sân vận động NPB có khách sạn bên trong. Vào ngày 25 tháng 4 năm 2024, có thông báo rằng sân vận động sẽ nhận được quyền tài trợ bổ sung từ Mizuho Financial Group, sân được đổi tên thành Mizuho PayPay Dome Fukuoka như một biểu tượng cho sự thống nhất giữa Mizuho và SoftBank Group, hai công ty có mối quan hệ chặt chẽ với nhau.